# Србија (1071—1217)
Србија (лат. Servia, грч. Σερβία), по називу средишње области накнадно позната и као Рашка (лат. Rascia), била је једна од српских средњовековних држава, која је постојала од средине 11. до почетка 13. века. Првобитно је обухватала југозападне делове данашње Србије, североисточне делове данашње Црне Горе и најисточније делове данашње Босне и Херцеговине, а највећи успон је доживела за време владавине великог жупана Стефана Немање (1166—1196), када је обухватила и друге српске области. Главно државно и црквено средиште Великожупанске Србије налазило се у Старом Расу, недалеко од данашњег Новог Пазара.
Владари ове српске државе су носили титулу великих жупана. Успон Великожупанске Србије започео је крајем 11. века, за време владавине великог жупана Вукана I који је водио успешне ратове против Византије. Српски велики жупани су одржавали блиске везе са владарима суседне српске краљевине Дукље. Српски велики жупан Стефан Немања је у другој половини 12. века постао најмоћнији међу српским владарима створивши јединствену државу која је обухватала скоро све српске земље, тако да је Великожупанска Србија постала језгро јединствене државе Немањића која се даље развијала као средњовековна Краљевина Србија у 13. веку, а потом и Српско царство у 14. веку.

## Назив
У савременим византијским и српским изворима од краја 11. до почетка 13. века, држава великих жупана је увек означавана као Србија, а обласни назив Рашка се јавља тек крајем 12. века, и то прво у изворима латинског, а потом и српско порекла. Повратна историографска употреба појма Рашка за целокупно великожупанско раздобље (11. и 12. век) проистекла је из казивања позног Барског родослова, у којем се унутрашњост Србије источно од реке Дрине назива Рашком и у склопу казивања о знатно старијим временима. На основу такве употребе овог појма, у старијој историографији је појам Рашке понекад употребљаван чак и за првобитну српску државу династије Властимировића која је постојала од 7. до 10. века. Међутим, таква употреба се показала као неоправдана, пошто је сам град Рас у то време, према сведочењу списа „De administrando imperio”, још увек имао примарну функцију пограничне тврђаве.
Тек око 970. године, када је створен византијски Катепанат Рас, ствара се административно језгро у којем ће 1018. године, након обнове византијске власти, бити установљена Рашка епархија. Током времена, употреба рашке одреднице се из назива епархије протегнула на читаву област која је била у надлежности рашких епископа. Међутим, током читаве друге половине 11. и прве половине 12. века, српско-византијске борбе су вођене у непосредној близини Раса, односно на просторима између Раса, Звечана и Липљана. Тек у другој половини 12. века византијска власт је потиснута даље према југу, те се тако и област Раса нашла у залеђу, поставши главно средиште српске великожупанске државе, која се управо од тада понекад назива и Рашка.
Обласни назив Рашка (лат. Rassia — Расија) први пут се помиње тек 1189. године, у изворима страног порекла. Од тада Млечани, Немци и Мађари до 18. века Србију често називају Расција (лат. Rascia), а сходно томе су и Србе често називали Рашанима, односно Расцијанима (лат. Rasciani) или Рацима и слично. Име Рашка је данас сачувано у имену Рашког округа у Србији, а територија некадашње Рашке је данас позната под географским именом Рашка област.

## Држава српских великих жупана
Најзначајнији владари српске великожупанске државе током 11. и 12. века били су Вукан, Урош I, Урош II и Стефан Немања, који је крајем 12. века под својом влашћу објединио готово све српске земље. Почетком 13. века, Великожупанска Србија је заслугом Стефана Немањића уздигнута на степен краљевине, чиме је започело ново раздобље у њеној историји.

## Списак српских великих жупана
Списак великих жупана Србије обухвата велике жупане који су владали овом српском државом од времена њеног формирања крајем 11. века у доба краља Константина Бодина (1081—1101), до њеног прерастања у Краљевину Србију под Стефаном Немањићем (1217). Сви су припадали породици Вукановића, али се последњи жупани из њеног бочног низа по Стефану Немањи (1166—1196) називају Немањићи.
- Вукан, жупан (1091—1112), велики жупан (1112—1118)
- Грађански рат (1106–1120)
- Урош I Вукановић, велики жупан (1143—1146), синовац Вуканов
- Урош II Примислав, велики жупан (1146—1155)
- Деса, жупан (1155—1162), велики жупан (1162—1165)
  - (?) Урош II Примислав, велики жупан (1156–1162)
  - (?) Белош Вукановић, велики жупан (1162)
- Тихомир Завидовић, велики жупан (1165—1166/1168)
- Стефан Немања, велики жупан (1166/1168—1196)
- Стефан Немањић, велики жупан (1196—1202) и (1204—1217), краљ (1217—1228)
- Вукан Немањић, велики жупан (1202—1204)

## Извори и литература